# 太谷鼓楼
37°25′34″N 112°33′11″E / 37.42611°N 112.55306°E
太谷鼓楼又称大观楼，位于山西省晋中市太谷区旧城十字街中心，与西南方的白塔为太谷县城并峙的两个制高点，且同为太谷的标志性建筑物。现为山西省文物保护单位。

## 历史
太谷鼓楼创建于明洪武年间，明万历四十三年（1615年）重修，清康熙、乾隆年间曾修葺，命名为大观楼。

## 建筑
太谷鼓楼位于旧城十字街中心，向外放射出东、南、西、北四条大街。通高20米，占地面积344.1平方米。
太谷鼓楼下部的砖砌城台基座高达8米，基座正中四个方向均开辟门洞，与十字街相通。南门名“仪凤”，东门名“观象”，西门名“眺汾”，北门名“拱辰”，均为乾隆二十七年（1762）题字。目前太谷鼓楼下部的十字通道仍在发挥交通功能，并未另建道路绕行。
太谷鼓楼上部的木结构楼阁式建筑高12米，坐北朝南，为三重檐二层歇山顶建筑，方形平面，边长18.5 米。面阔、进深均为三间。一层设有外廊，因此呈现面阔五间的样式。南立面上檐悬匾“主兴文运”，下檐悬匾“大观楼”和篆书“光被四表”；东立面悬匾“燮理通明”、“蔚起人文”，西立面悬匾“开化九天”、“桂藉果报”；北立面上、下檐悬匾“直通参井”、“乐得纵观”。

## 保护
1956年7月，太谷鼓楼被列为太谷县文物保护单位。
2004年6月10日，太谷鼓楼公布为第四批山西省文物保护单位，编号4-164，古建筑类，年代为明。
2018年9月16日深夜，太谷鼓楼下部城台的东墙坍塌。未波及上部的木楼阁。发生墙体脱落，未造成人员伤亡。
- 南面
- 西面
- 底层
- 斗栱
- 斗栱
- 斗栱
- 斗栱
- 梁架